# Anatolie Nosatîi
Anatolie Nosatîi (12 settembre 1972) è un ex militare e politico moldavo, Ministro della difesa dal 6 agosto 2021.

## Biografia
Tra il 1987 e il 1990 ha studiato presso il Convitto repubblicano MV Frunze a Chișinău, seguendo un addestramento fisico e militare e approfondendo la conoscenza della lingua russa. Successivamente ha studiato presso istituti militari a Kiev e Odessa, nella RSS Ucraina, e San Antonio, Fort Leonard Wood, Fort Leavenworth e Washington, dove ha conseguito nel 2012 una laurea magistrale in strategie di sicurezza nazionale presso la National Defense University.